# Підводний човен АГ-21
| АГ-21 («Металіст»)                      | АГ-21 («Металіст»)                           | АГ-21 («Металіст»)                           |
| --------------------------------------- | -------------------------------------------- | -------------------------------------------- |
|                                         |                                              |                                              |
|                                         |                                              |                                              |
| ПЧ АГ-21 в Південній бухті Севастополя. |                                              |                                              |
| Спуск на воду                           | восени 1917 року                             | восени 1917 року                             |
| Виведений зі складу флоту               | середина 1950-х                              | середина 1950-х                              |
| Проєкт                                  |                                              |                                              |
| Тип ПЧ                                  | «АГ» (Holland-602GF)                         | «АГ» (Holland-602GF)                         |
| Основні характеристики                  |                                              |                                              |
| Швидкість (надводна)                    | 12,8 вузлів                                  | 12,8 вузлів                                  |
| Швидкість (підводна)                    | 7,5 вузлів                                   | 7,5 вузлів                                   |
| Гранична глибина занурення              | 50 метрів                                    | 50 метрів                                    |
| Екіпаж                                  | 32 чоловіка                                  | 32 чоловіка                                  |
| Розміри                                 |                                              |                                              |
| Довжина найбільша (по КВЛ)              | 45,7 метрів                                  | 45,7 метрів                                  |
| Ширина корпусу найб.                    | 4,8 метра                                    | 4,8 метра                                    |
| Середня осадка (по КВЛ)                 | 2,7 метра                                    | 2,7 метра                                    |
| Водотоннажність надводна                | 361 тонна                                    | 361 тонна                                    |
| Озброєння                               |                                              |                                              |
| Артилерія                               | 1 47-мм і 1 37-мм гармата, 1 7,62-мм кулемет | 1 47-мм і 1 37-мм гармата, 1 7,62-мм кулемет |
| Зображення на Вікісховищі               |                                              |                                              |

Підводний човен АГ-21 (з 3 лютого 1931 року — «Металіст»; з 15 вересня 1934 року — А-5, з 16 травня 1949 року — ПЗС-8.) — перший підводний човен з п'яти човнів із серії «АГ», замовлений Великою Британією в Америці, перекуплений Росією і зібраний в Миколаєві.

## Будівництво
Човен будувався американською фірмою «Electric Boat & Co» на судноверфі «Barnet Yard» у Ванкувері (Канада) на замовлення Великої Британії. 19 вересня 1916 року придбаний заводом «Ноблесснер» на замовлення Морського відомства Росії і у вигляді окремих секцій перевезений із США до Владивостока, а потім залізницею доставлений до Миколаєва на завод «Наваль», де 28 березня 1917 року закладений під позначенням «АГ-21». Роботами по збірці корабля керували представники американської фірми інженер-механік Р. Гілмор і інженер-електрик Т. Грейвс. 21 серпня 1917 року зарахований до складу Чорноморського флоту Російської імперії і восени того ж року був спущений на воду.

## Служба
В результаті розпочатої Громадянської війни, а потім іноземної інтервенції підводний човен часто змінював господарів: у квітні 1918 року вже діючий корабель не зміг піти з Севастополя і потрапив до рук німців, після їх відходу із Криму субмарина ввійшла до складу Морських сил півдня Росії, після чого 24 листопада 1918 року вона була захоплена англо-французькими інтервентами. 26 квітня 1919 року під час евакуації з Криму збройного контингенту країн Антанти за наказом англійського командування «АГ-21» в числі інших 11 російських підводних човнів був затоплений в районі Севастополя. Підводний човен вивели на рейд за допомогою буксира «Єлизавета», і, відкривши люки і пробивши борт, затопили.
У 1926 році субмарина була знайдена під час тренувальних спусків курсантів водолазної школи. Вона лежала на ґрунті на глибині 50 м з креном близько 40° на правий борт і диферентом 8° на корму. Носова частина до торпедовантажного люка височіла над ґрунтом, а корма увійшла в щільний мул. Підйом човна було вирішено проводити ступінчастим способом з використанням 400 — та 100-тонних понтонів. У кормовій частині для протягування підйомного рушника необхідно було промити тунель. Підготовчі роботи були завершені до початку серпня 1927 року. Перша спроба, зроблена 5 серпня, виявилася невдалою — 400-тонний понтон вислизнув з стропів. Друга спроба була зроблена 10 вересня. Понтон сплив на поверхню з диферентом 35°. Ніс човна підвсплив на 15 м, а корма ледь торкалася ґрунту. У такому положенні човен разом з понтоном відбуксирували до глибини 35 м. Спроба провести подальший підйом човна закінчилася невдачею. Через початок періоду штормів роботи з підйому перенесли на наступний рік. Навесні 1928 року роботи були продовжені і 19 (21?) травня човен був піднятий Чорноморською партією ЕПРОПу на поверхню і введена в Севастопольську бухту. Корпус човна виявився в кращому стані в порівнянні з однотипними човнами, що залишалися в строю. Було прийнято рішення про відновлення човна.
30 грудня 1930 року субмарина, після відновного ремонту на «Севморзаводі» в Севастополі, знову введена до строю і під командуванням Бебешина Михайла Івановича увійшла до складу Морських сил Чорного моря. 3 лютого 1931 року вона отримала найменування «Металіст» (бортовий № 16).
8 червня 1931 підводний човен виконуючи навчальну торпедну атаку, був таранений кораблем-ціллю есмінцем «Фрунзе» і затонув на глибині 28 метрів біля гирла річки Бельбеку. У момент аварії на борту есмінця перебували майбутні адмірали — штурман С. Горшков, мінер Л. Курніков і артилерист М. Харламов. При аварії загинуло 24 людини з екіпажу підводного човна. Дев'ятьом вдалося врятуватися; шестеро спливли з повітряним міхуром в момент загибелі субмарини (помічник командира А. А. Кузнєцов, боцман В. Чулошніков, старшина торпедистів А. Д. Мезенцев, старший рульовий М. С. Дацюнов, рульовий П. Д. Майстрюк і трюмний Ф. К. Татаринов), трьох (старшину електриків А. Мамутова, старшину мотористів В. Нижнього і вістового Н. Бабарикіна) витягли через 42 години з кормового відсіку вже після підйому корабля. Командир підводного човна Бібешин і ще два члени екіпажу, намагаючись вийти на поверхню, зникли безвісти. Очевидно, вони загинули при спливанні. Слідством було встановлено, що причиною катастрофи стали допущені командиром субмарини грубі помилки в управлінні човном і екіпажем в критичній ситуації. Через два дні підводний човен був піднятий і після ремонту 1 січня 1932 року під командуванням Кудряшова Сергія Сергійовича був знову введений в лад.

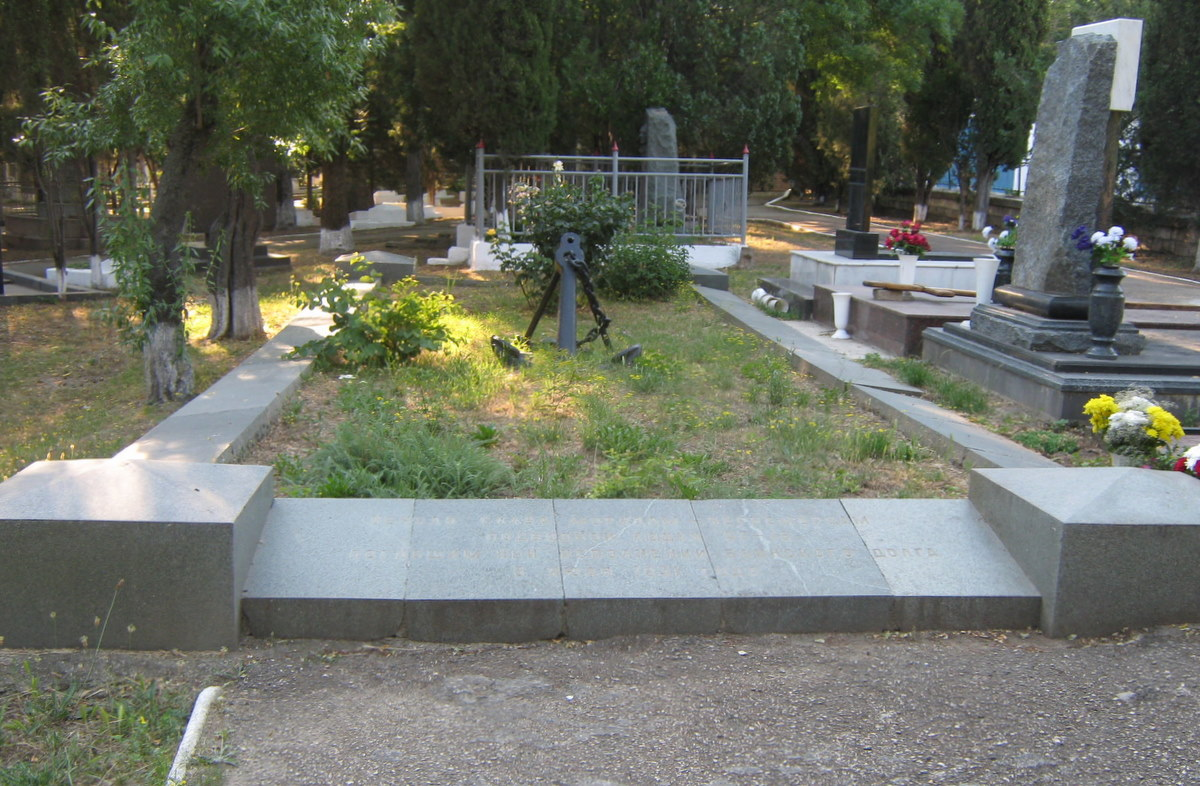
Братська могила екіпажу підводного човна «Металіст»

Знайдені в відсіках затонулого підводного човна тіла були поховані в братській могилі на кладовищі Комунарів в Севастополі. Так як могила постраждала під час радянсько-німецької війни, їх останки в 1955 році були перенесені в братську могилу членів екіпажу Л-4 («Гарібальдійця»).
15 вересня 1934 року субмарина отримала позначення «А-5», 11 січня 1935 року ввійшла до складу Чорноморського флоту СРСР, а в 1936—1938 роках пройшла капремонт та модернізацію.
Брав участь у радянсько-німецькій війні: пошукові дії на комунікаціях противника в Чорному морі; здійснив 12 бойових походів і зробив 7 атак з випуском 11 торпед, потопивши 12 травня 1944 року пошкоджений авіацією німецький транспорт «Durostor» і шхуну «Seepferd» і пошкодивши 11 червня 1942року румунський транспорт «Ardeal». Також з іншими джерелами: 14 квітня 1944 року, на захід від мису Херсонес потопив швидкохідну десантну баржу противника, а 25 квітня 1944 року атакував два ворожі канонерські човни. 11 травня 1944 року знищив самохідний пором з фашистськими солдатами. 6 березня 1945 року нагороджений орденом Червоного Прапора.
27 серпня (28 липня) 1945 року корабель виведений з бойового складу, роззброєний і переформований в плавучу зарядову станцію «ПЗС-8». В середині 1950-х років судно остаточно виключено зі списків і здано на злам.